# Transformation de Helmert

La transformation d'un repère 1 vers un repère 2 peut être décrite par trois translations Δx, Δy, Δz, trois rotations Rx, Ry, Rz et un paramètre d'échelle μ.

La transformation de Helmert est une similitude permettant de passer d'un système de coordonnées à un autre, en minimisant l'écart quadratique moyen entre les positions des points connus dans le système cible et leurs transformées depuis le système source. Elle nécessite donc de disposer d'un nombre suffisant de points connus dans les deux systèmes. Cette transformation peut s'analyser comme la succession de trois transformations : une rotation, une translation, et une homothétie (dont le rapport peut s'interpréter comme une variation d'échelle). Elle est très utilisée en topographie pour intégrer dans un plan en coordonnées générales (Lambert par exemple), un lever de qualité suffisante mais en coordonnées locales.

## Principe du calcul
Une translation suivie d'une rotation est équivalente à une rotation de même angle autour d'un point différent suivie d'une autre translation, et ce d'une infinité de manières. On peut imposer à la translation une contrainte arbitraire, par exemple d'être orthogonale à la rotation. On préfère, pour lever l'indétermination du calcul, donner un rôle privilégié à des points caractéristiques. Dans le calcul d'un problème plan, c'est pratiquement toujours le centre de gravité des points connus dans les deux systèmes (dits points de calage), que l'on met en correspondance par une translation. On appelle ce point de calcul de la translation le pôle de la transformation.

C'est une application des moindres carrés.
La mise à l'échelle se calcule ensuite simplement en faisant correspondre la somme des distances de chaque point de calage au pôle de la transformation dans les deux systèmes. La variation d'échelle étant sauf cas exceptionnels un nombre théoriquement très proche de 1, on l'exprime souvent sous les formes E/e = 1 + a, ou E/e = 1 + s / 1 000 000,

Le calcul des composants de la rotation se fait ensuite en recherchant les angles qui minimisent dans le système cible la somme des carrés des distances entre les points connus et leurs homologues issus de la transformation, et peut être vu comme un cas particulier de la méthode des moindres carrés.